# آرلیو پچی
آرلیو پچی (انگلیسی: Aurelio Peccei; ۴ ژوئیهٔ ۱۹۰۸ – ۱۳ مارس ۱۹۸۴) یک دانشمند، صنعت‌مدار و اقتصاددان اهل ایتالیا بود. وی به همراه الکساندر کینگ باشگاه رم را بنیان‌گذاری کرد و نخستین رئیس آن بود.

## زندگی
آرلیو پچی در ۴ ژوئیه ۱۹۰۸ در تورین، پایتخت منطقه پیمونت ایتالیا متولد شد. او جوانی خود را در آنجا گذراند و در سال ۱۹۳۰ از دانشگاه تورین فارغ‌التحصیل شد. سپس او به دانشگاه پاریس (دانشگاه سوربن) رفت و با بورسیه اهدا شده یک سفر آزاد به اتحاد جماهیر شوروی سفر کرد.
در طی جنگ جهانی دوم آرلیو پچی در جنبش ضدفاشیستی و در مقاومت حضور یافت. او در طول جنگ در سال ۱۹۴۴ به فعالیت‌های زیرزمینی روی آورد. در جریان همین فعالیت‌ها دستگیر و زندانی شد. او در زندان شکنجه شد و مدتی بعد فرار کرد.

## تاسیس باشگاه رم
باشگاه رم در آوریل ۱۹۶۸ توسط آرلیو پچی و الکساندر کینگ تأسیس شد. الکساندر کینگ یک دانشمند اسکاتلندی بود. باشگاه رم سازمانی است که در سال ۱۹۷۲ با توجه به گزارش «محدودیت‌های رشد»، توجه عمومی را جلب کرد.

## کتاب‌ها
آرلیو پچی کتاب‌های مختلفی نوشته‌است. شامل:
- The Chasm Ahead, Macmillan, NY (1969), شابک ‎۰−۰۲−۵۹۵۳۶۰−۵
- The Human Quality, Pergamon Press (1977), شابک ‎۰−۰۸−۰۲۱۴۷۹−۷
- One Hundred Pages for the Future, Pergamon Press (1981), شابک ‎۰−۰۸−۰۲۸۱۱۰−۹
- Before it is Too Late: A Dialogue with Daisaku Ikeda, I.B. Tauris (2008), شابک ‎۹۷۸−۱۸۴۵۱۱۸۸۸۴